# En public
En public è un album live del gruppo folk francese Malicorne.
L'album venne registrato tra il 2 ed il 3 settembre 1978 in occasione di un concerto tenuto al locale El Casinò di Montréal.

## Tracce
Lato A
1. La Semaine / Fa fa fa / Branle – 7:01
2. Le Mariage anglais – 4:06
3. Le Prince d'Orange – 2:42
4. L'Écolier assassin – 10:56
5. Pierre de Grenoble / Schiarazzula marazzula – 7:17

Durata totale: 32:02
Lato B
1. La Danse des damnés / Réels du casino – 7:26
2. Le galant indiscret – 2:16
3. Suite de branles – 6:52
4. C'est le mai – 2:54

Durata totale: 19:28

## Formazione
- Gabriel Yacoub : chitarra, mandocello, dulcimer doppio, voce
- Marie Yacoub : dulcimer, spinetta, ghironda, voce
- Olivier Zdrzalik : basso elettrico, voce
- Hughes de Courson : percussioni, flauti, tastiere, cromorno, voce
- Laurent Vercambre : violino, nyckelharpa, voce